# Museo reale dei gioielli
Il Museo Reale dei Gioielli (in arabo متحف المجوهرات‎? ) è un museo di arte e storia sito nel quartiere Zizenia di Alessandria, Egitto. Si trova nell'ex palazzo della principessa Fatma Al-Zahra', progettato da Antonio Lasciac. Le sale dell'edificio contengono una collezione inestimabile di gioielli della dinastia Muhammad Ali. Nelle sale e nelle hall sono inoltre esposti dipinti, statue e arti decorative del XIX secolo. Il museo è stato inaugurato il 24 ottobre 1986. Dopo diversi anni di lavori di ristrutturazione e ampliamento è stato riaperto nell'aprile 2010.

## Museo
Il museo ospita importanti gioielli e acquisizioni d'arte della dinastia di Muhammad Ali e dei suoi discendenti, che governarono l'Egitto per quasi 150 anni dal 1805 fino alla rivoluzione egiziana del 1952. Dopo la rivoluzione, i gioielli lasciati dalla famiglia reale furono tenuti al sicuro e nascosti fino a quando non fu emanato un decreto del 1986 del presidente Mubarak per destinare il palazzo della principessa Fatima Al-Zahra' ad Alessandria a museo speciale per ospitare quei pezzi.

## Palazzo
Il palazzo venne costruito nel 1919. Le sue pareti e soffitti sono adornati con dipinti ad olio raffiguranti varie scene storiche e scenari naturali. Le finestre del palazzo sono decorate con opere d'arte in vetro intarsiato a piombo che raffigurano anche scene storiche in stile europeo. Ha una superficie di 4.185 m2 di spazio interno ed è circondato da giardini.